# Джорто
Джорто (англ. jorto) — один из языков западночадской ветви чадской семьи.
Распространён в восточных районах Нигерии. Численность говорящих — около 17 300 человек (2000). Язык бесписьменный.

## Классификация
Согласно классификации чадских языков, опубликованной в лингвистическом энциклопедическом словаре в статье О. В. Столбовой «Ангасские языки», джорто вместе с языками ангас, монтол, сура, чип, герка, анкве, джипал, кофьяр и канам входит в ангасскую группу западночадской ветви. В рамках ангасской группы джорто отнесён к собственно ангасской подгруппе, которая противопоставлена подгруппе, представленной одним языком герка.
По классификации чадских языков, опубликованной в работе С. А. Бурлак и С. А. Старостина «Сравнительно-историческое языкознание», язык джорто вместе с языками сура (мвагхавул), ангас, мупун, чакфем и джипал входит в подгруппу сура-ангас группы герка-кофьяр, которой в большинстве остальных классификаций соответствует ангасская группа.
Согласно классификации, представленной в справочнике языков мира Ethnologue, джорто вместе с языками чакфем-мушере (чакфем), кофьяр, мишип (чип), мвагхавул (сура) и нгас (ангас) входит в языковое объединение 1 подгруппы собственно ангасских языков группы A.3 (ангасской) подветви A.
В классификации афразийских языков британского лингвиста Роджера Бленча джорто вместе с языками мвагхавул (сура), чакфем-мушере (чакфем), мишип (чип) и кофьяр образует языковое единство в объединении «a» подгруппы нгас группы боле-нгас подветви A.

## Общие сведения
Ареал языка джорто размещён в восточных районах Нигерии в регионе Докан Касува. Согласно современному административно-территориальному делению Нигерии, этот регион входит в состав района Шендам штата Плато.
Область распространения языка со всех сторон окружена ареалами западночадских языков (или диалектов) кофьяр.
Численность носителей языка джорто, согласно данным справочника Ethnologue, составляет около 17 300 человек (2000). По оценкам сайта Joshua Project численность говорящих на языке джорто составляет 28 000 человек (2016).
Несмотря на небольшое число говорящих, положение языка джорто остаётся стабильным. Язык используется в повседневном общении всеми поколениями представителей этнической общности джорто. Литературная форма и письменность отсутствуют. По вероисповеданию джорто являются приверженцами традиционных верований, есть также мусульмане и христиане.